# Renifery Świętego Mikołaja

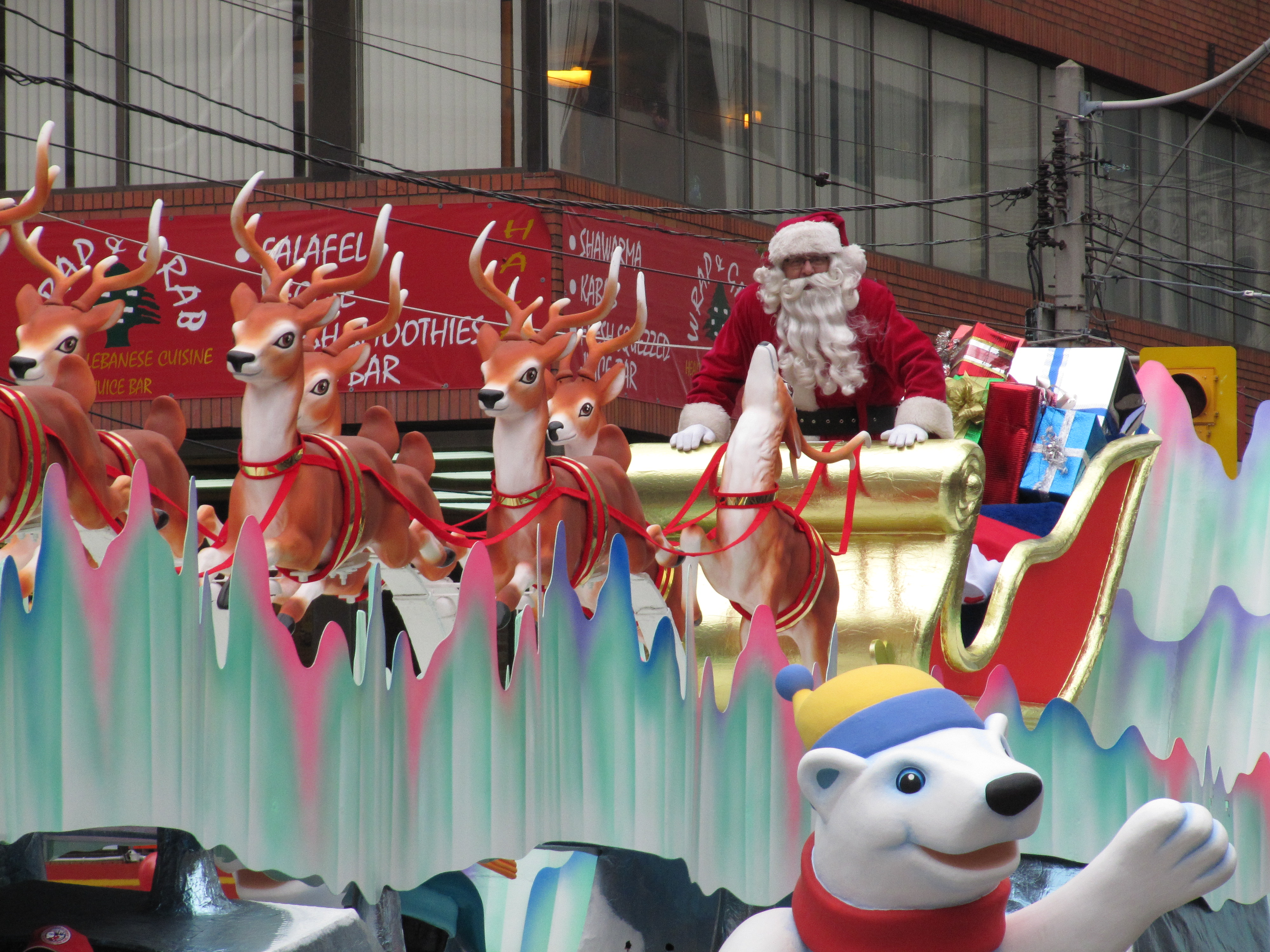
Święty Mikołaj z reniferami na paradzie w Toronto (2007)

Renifery Świętego Mikołaja – renifery tworzące zaprzęg, który tradycyjnie ciągnie sanie Świętego Mikołaja i pomaga mu dostarczać bożonarodzeniowe prezenty.
Zwykle wymienia się: Kometka, Amorka, Tancerza, Pyszałka, Błyskawicznego, Fircyka, Złośnika, Profesorka oraz Rudolfa. Ich imiona bazują na tych wymienionych w wierszu Clementa C. Moore’a z 1832 roku, który prawdopodobnie przyczynił się do spopularyzowania reniferów jako symboli Bożego Narodzenia.

## Rudolf czerwononosy
Rudolf dołączył do pozostałych reniferów głównie za sprawą piosenki „Rudolph the Red-Nosed Reindeer”, jednak pierwszą opowieść o nim napisał w 1939 roku Robert L. May dla sieci sklepów Montgomery Ward. Została ona opublikowana w formie książkowej i była rozdawana dzieciom, które odwiedziły sklepy w okresie świątecznym.
Według tej historii, Rudolf jest synem Profesorka, jednego z ośmiu pierwotnych reniferów Świętego Mikołaja wymienionych w wierszu A Visit from St. Nicholas. Rudolf urodził się ze świecącym czerwonym nosem, przez co stał się wyrzutkiem i obiektem docinek ze strony innych reniferów. Pewnego razu, noc wigilijna była tak mglista, że Mikołaj chciał zrezygnować ze swej corocznej podróży dookoła świata. Kiedy jednak zauważył Rudolfa, zdecydował, że jego nos będzie wyśmienitą lampą i oświetli mu drogę. Od tego czasu Rudolf jest stałym członkiem zaprzęgu Mikołaja i cieszy się szacunkiem innych reniferów.
Historia Rudolfa stała się popularną bożonarodzeniową opowieścią, którą najczęściej przedstawia się w formie piosenki lub telewizyjnych programów.

## Wygląd
W wierszu Moore’a nie ma szczegółowych opisów reniferów poza wzmianką, że są one „małe”. Ich wygląd w większości pokazują filmy, które przedstawiają je z cechami charakterystycznymi bardziej dla jeleni lub krętorogich (spiczaste poroże, smukła sylwetka).
Od czasu wydania wiersza, wiedzę na temat reniferów wniosły do bożonarodzeniowej tradycji książki, filmy oraz piosenki. Przykładowo w filmie Święty Mikołaj z 34. ulicy okazuje się, że renifer może latać tylko w Wigilię. Tradycją jest także to, że na czele zaprzęgu Św. Mikołaja znajduje się Rudolf, a za nim reszta reniferów połączonych w pary.

## Inne renifery
- W 1995, Joe Diffie wydał singiel Leroy the Redneck Reindeer, w którym śpiewa o Leroyu, kuzynie Rudolfa.
- W filmie Elmo ratuje Boże Narodzenie z 1996, pojawia się renifer Piorun.
- W filmie Rudolf czerwononosy renifer z 1998, pojawia się matka Rudolfa, a żona Błyskawicznego – Mitzi oraz Zoey i Strzała.
- W 1999 w specjalnym telewizyjnym programie „Renifer Robbie”, tytułowy Robbie jest przedstawiony jako syn Rudolfa. Jego wyróżniającą cechą jest nos, który ma nadprzyrodzone zdolności pozwalające mu na dłuższe skoki i dalsze loty.
- W filmie Śnięty Mikołaj 2 pojawia się młody renifer Chet.
- W komiksie Over the Hedge pojawia się brat Rudolfa o imieniu Ralph, którego nos emituje podczerwone ciepło.
- W programie z 2006 r. „Holidaze: The Christmas That Almost Didn't Happen”, Rudolf ma brata imieniem Rusty, który nie potrafi latać, więc zajmuje się kontrolą ruchu lotniczego.
- W filmie animowanym Moi przyjaciele – Tygrys i Kubuś występuje młody renifer Holly.
- W filmie Renifer Niko ratuje święta tytułowy bohater usiłuje odszukać swojego ojca.
- W 2009 r. Bob Dylan nagrał swoją wersję piosenki „Must Be Santa”, na końcu której wymienia jako reniferów byłych prezydentów Stanów Zjednoczonych (D. Eisenhowera, J.F. Kennedy’ego, L. Johnsona, R. Nixona, J. Cartera, R. Reagana, G.H.W. Busha i B. Clintona).